# Le Supplice de Marsyas (Ribera et Giordano)
Pour les articles homonymes, voir Le Supplice de Marsyas.
Le Supplice de Marsyas ou Apollon et Marsyas, désigne deux peintures à l'huile sur toile réalisées par les peintres  José de Ribera (en 1637) et Luca Giordano (en 1659-1660).
De compositions proches (comme la figure allongée au sol de Marsyays évidente), ils sont exposés ensemble au  musée de Capodimonte  à  Naples.

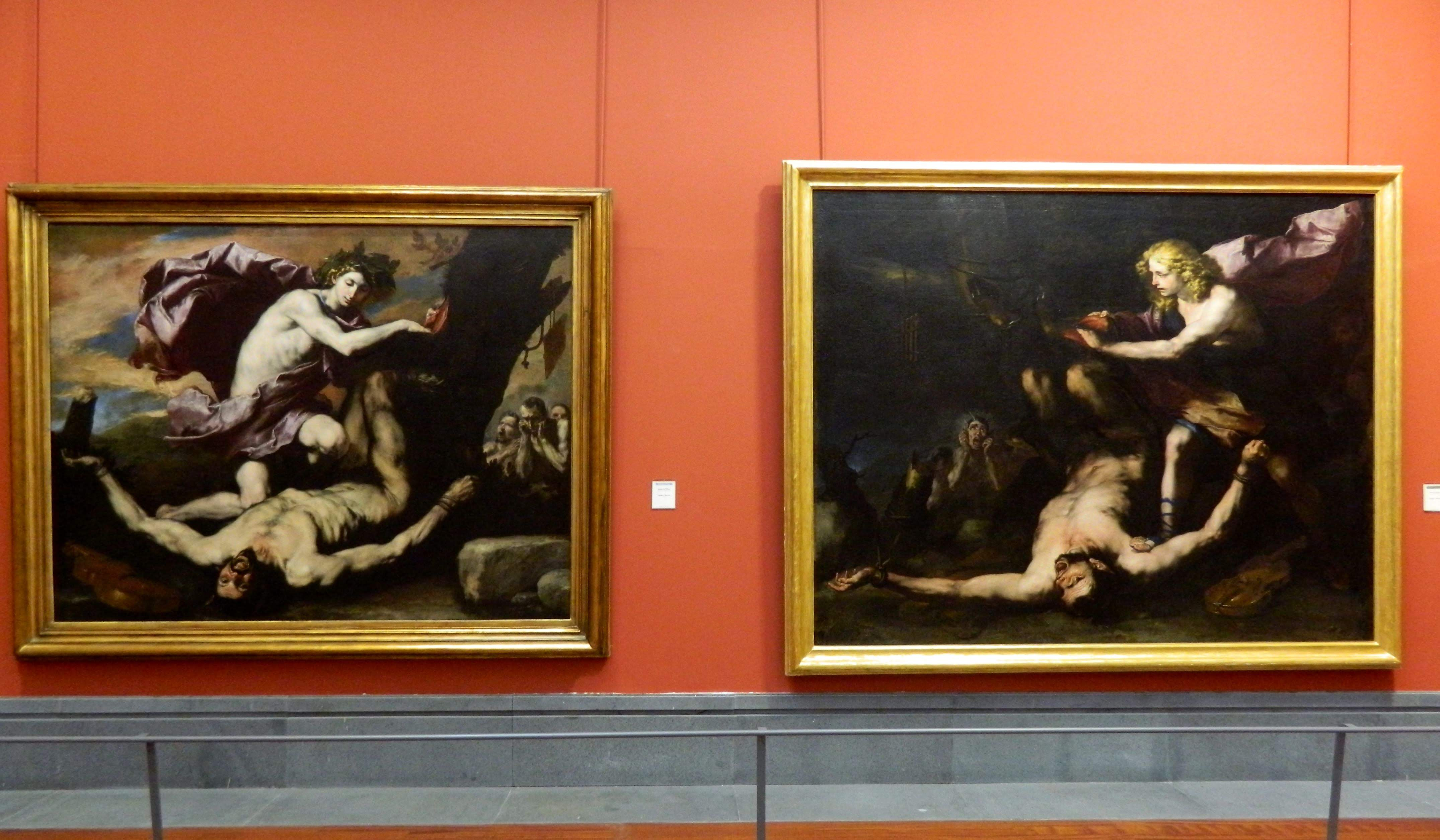
Les tableaux exposés conjointement au musée de Capodimonte à Npales.

## Sujet
Le satyre phrygien Marsyas, qui a trouvé la flûte de Minerve, apprend à en jouer à un niveau de perfection qui l'amène à défier  le dieu grec Apollon. Il est vaincu, comme quiconque pèche par orgueil, et est condamné par le dieu à être écorché vif.  
Ce thème est repris, notamment, des Métamorphoses d'Ovide.

## Tableau de José de Ribera

### Contexte
Lorsqu'il peint cette œuvre en 1652, José de Ribera n'a pas cinquante ans et est installé à Naples depuis vingt ans. Le tableau est à destination privée. Il entre dans la collection du marquis d'Avalos de Vasto, et est légué à l'État italien en 1862.
Une autre version du tableau datée de 1637 et présentant des différences notables, est conservée à la Pinacothèque de Bruxelles.

### Analyse
L'œuvre constitue un tournant dans le passage d'une culture figurative et naturaliste vers une culture baroque. Elle se caractérise par des coloris brillants et est brossée avec une touche dense et pleine de reflets, montant clairement que le peintre a assimilé la culture baroque romaine, comme les groupes sculpturaux du Bernin ou les fresques de Pierre de Cortone pour la voûte du salon du palais Barberini, tout en utilisant la tradition vénitienne du XVIe siècle. Avec une peinture claire et précieuse, Ribera joue sur les rehauts et les effets de surface.
Ribera représente le moment où le supplice de l'écorchement débute. Il représente la denture de Marsyas avec une précision scientifique pour traduire les hurlements de douleur du satyre, qui semble interpeller directement le spectateur.

## Tableau de Luca Giordano

### Contexte
Le tableau est daté des années 1660 et a appartenu au marquis de Genzano. 

### Description
Après avoir attaché Marsyas par ses sabots à un arbre, Apollon commence à écorcher son rival dans un décor nocturne traversé par des éclairs.

### Analyse
Cette œuvre exprime la façon dont Giordano, le plus grand peintre napolitain du XVIIe siècle et l'un des plus grands représentants du Baroque européen tardif, se positionne par rapport à Ribera, son maître putatif.
Giordano conserve la structure de la composition de Ribera, mais présente le dieu de profil, un hommage à l'Apollon de Bernin dans le groupe de la galerie Borghèse. L'œuvre, exécutée avec concision, est riche en dispositifs frappants, comme le contraste des sandales bleues d'Apollon sur la peau nue de Marsyas ou la nature morte de flûte suspendue au tronc d'arbre. Comme toujours chez Giordano, la célébration du geste pictural prime.

## Similitudes
Ces deux œuvres ont été présentées côte à côte à l'occasion de plusieurs expositions à Naples ou ailleurs, comme dans le cadre de l'exposition Naples à Paris. Le Louvre invite le musée de Capodimonte au musée du Louvre du 7 juin 2023 au 8 janvier 2024.
Si la posture de Marsyas est clairement similaire dans les deux tableaux, d'autres similitudes  peuvent être remarquées  dans la structure générale de la composition, construite sur la diagonale de l'arbre, bien qu'en miroir par rapport à la version de Ribera, même dans les moindres détails, tels que : le visage mutilé de Marsyas, le désespoir des satyres en arrière-plan de la scène, les instruments de musique objet de la dispute placés aux sommets de la diagonale, le choix de représenter le supplice dans sa phase initiatique, la couleur glycine de la cape d'Apollon...
|                   |  |                      |
| Version de Ribera |  | Version de Giordano. |